# Pronoia (psicología)
En psicología, pronoia (en griego previsión, plural pronoiai) es la creencia de que el mundo o las personas, en general, conspiran a favor de uno mismo. Es así, es el sistema de creencias opuesto a la paranoia.
Descrito inicialmente como un término clínico, el concepto ha sido posteriormente identificado como un concepto social. Para algunos críticos culturales es un rasgo cultural del denominado movimiento nueva era, en sus formas de expresión artísticas o su aproximación a las teorías de conspiración. Otros autores lo han usado para referirse al enfoque estructural de una organización.

## Historia del término
El empleo más antiguo del término data de 1982, en la revista académica Social Problems, al publicarse un artículo titulado "Pronoia" redactado por Fred H. Goldner del Queens College. El artículo describía un fenómeno opuesto a la paranoia, con ejemplos de personas que mostraban sus características. Una versión anterior del artículo se había presentado en la reunión anual de la Sociedad por el Estudio de los Problemas Sociales en Toronto (agosto de 1981). El artículo recibió bastante publicidad en Norteamérica en aquella época incluyendo referencias en Psychology Today, el New York Daily News, el Wall Street Journal, etc.
El término fue posteriormente recuperado y difundido fuera de los círculos académicos norteamericanos a raíz de un artículo de Wired Magazine de mayo de 1994 (volumen 2.05), titulado Zippie!. La ilustración del artículo mostraba una imagen psicodélica de un joven sonriente con melena alborotada, un sombre cómico y gafas alocadas. Escrito por Jules Marshall, el artículo anunciaba una respuesta cultural al thatcherismo en el Reino Unido, describiendo en sus primeros párrafos "un nuevo y contagioso virus cultural" y definiendo la pronoia como "la sensación escurridiza que uno tiene de que los otros están conspirando a tus espaldas para ayudarte". Anunciaba una invasión cultural en los Estados Unidos similar a la British Invasion de 1964-1966, que culminó en un "Memorial a Woodstock" to en el Gran Cañón en agosto de 1994. El portavoz de los Zippies, Fraser Clark, lo llamó "Zippy Pronoia Tour". De nuevo a raíz de esta gira, un artículo del New York Times del 7 de agosto de 1994, titulado "For Peace and Love, Try Raving Till Dawn" y centrado  en la gira mencionó dos veces el término.

## Definición
El doctor Fred H. Goldner, en su artículo de octubre de 1982 definió el término pronoia como una aflicción psicológica. Caracterizó esta aflicción como la imagen especular de la paranoia:

«Pronoia es la contraparte positiva de la paranoia. Es el engaño de que otros velan por nosotros. Las acciones y los productos de los esfuerzos propios se perciben como bien recibidas y alabadas por los demás. Meros conocidos son considerados amigos cercanos, la educación y el intercambio de formalidades son considerados expresiones de un profundo aprecio y promesas de apoyo futuro. La pronoia parece enraizar en la complejidad social y la ambigüedad cultural de nuestras vidas: nos hemos vuelto cada vez más dependientes de las opiniones ajenas basadas en criterios inciertos.»

Algunos autores lo han considerado un mecanismo de defensa ante la crítica y el rechazo, señalando que tanto la paranoia como la pronoia son formas de dar coherencia, si bien exagerada, a un mundo confuso. Así, son para ellos síntomas sociales de culturas y organizaciones que no aceptan el fracaso y vulnerabilidad personal.

## Pronoia en la literatura y las artes
Valle Inclán cita el término en "La lámpara maravillosa"  (Madrid, 1916, pág. 110) atribuyendo el concepto a los gnósticos: "Es el Pronoia de los gnósticos, donde mora aquella verdad cardinal que la vida esconde y la muerte desvela, lo que una vez ha sido ordenado y nunca acaba".
Previamente a la acuñación del término, J.D. Salinger describió algo similar en su novela de 1955, Raise High the Roof Beam, Carpenters. En ella, su personaje Seymour Glass escribe en su diario “Oh, Dios, si tengo algún desorden soy una especie de paranoico a la inversa. Sospecho que la gente conspira para hacerme feliz."
El escritor Philip K Dick se refirió a la pronoia como antídoto de la paranoia en su trabajo personal Exegesis, donde menciona una protección percibida por una entidad que denominaba V.A.L.I.S., acrónimo en inglés de Gran Sistema Inteligente, Vivo y Activo. Publicado póstumamente en 2011, la palabra pronoia fue usada por Dick en 1980. Dick sugirió que su propia pronoia se basaba en un "análisis inteligente" de sus experiencias místicas y que no era de naturaleza "reflexiva ni mecánica".
La pronoia es también un término prevalente en la novela de 1988 El Alquimista, de Paulo Coelho. En ella, un anciano le dice al joven protagonista que persiga sus sueños. Le dice, "cuando quieres algo, el universo conspira para ayudarte a conseguirlo" El libro luego trata con presagios, signos e que el universo quiere que el joven siga un camino específico que le llevará a culminar su sueño.
En la película de 1997 Criaturas feroces, Jamie Lee Curtis describe al personaje de Kevin Kline como excesivamente pronoide: "significando que pese a toda la evidencia disponible, realmente piensas que gustas a la gente. Tu percepción de la vida es que es una gran noche benéfica en tu honor, con todo el mundo felicitándote y queriendo que ganes en todo. Crees que eres el rey."
El crítico Mark Dery ha considerado igualmente la película de 1998 The Truman Show como un ejemplo de la pronoia como forma en la que una teoría de conspiración puede manifestarse positivamente. El personaje protagonista vive en una gran conspiración, que es sin embargo benévola en oposición a otras ficciones conspirativas.
Una filosofía de la Pronoia ha sido propuesta por el astrólogo Rob Brezsny en su libro Pronoia Is the Antidote for Paranoia: How the Whole World Is Conspiring to Shower You with Blessings de 2005.